# شمام كوز العسل
شمام كوز العسل أو الندوة العسلية أو البطيخ العسلي (بالإنجليزية: Honeydew Melon)‏ هو عبارة عن مجموعة مستنبتة من البطيخ، مجموعة كوكوميس ميلو إندوراس (Cucumis melo Inodorus) وهي مجموعة من الفواكه عديمة الرائحة، وتشمل الكرينشو (crenshaw) والكاسابا (casaba) والبطيخ الفارسي وبطيخ الشتاء، وغيرها من أنواع البطيخ المختلطة.

## الخصائص
شمام كوز العسل هو فاكهة لها شكل دائري أو بيضاوي قليلاً وطولها عادةً من 15 إلى 22 سم 15–22 سـم (5.9–8.7 بوصة). يتراوح وزن الثمرة عادةً بين 1.8 إلى 3.6 كيلوجرام1.8 إلى 3.6 كـغ (4.0 إلى 7.9 رطل). وغالبًا ما يكون لحمها لونه أخضر باهت، بينما يتراوح لون قشرتها الملساء بين الأخضر والأصفر. ومثل معظم الفاكهة، فإن شمام كوز العسل له بذور. يأكل الناس عادةً لحم الشمام السميك، الحلو، كنوع من الحلوياتويوجد دائمًا في المراكز التجارية حول العالم. ينمو الشمام بشكل أفضل في مناخ شبه جاف ويتم حصاده على أساس نضج الثمرة، وليس حجمها. قد يكون من الصعب التحقق من مدى نضج الثمرة، ولكن ذلك يتم على أساس اللون، حيث يتراوح اللون بين الأبيض المائل إلى الأخضر (غير ناضجة) إلى الأصفر الفاتح (ناضجة) أما معيار الجودة فهو أن تكون الثمرة كروية الشكل، وأن يكون سطحها خاليًا من الندوب أو العيوب. بالإضافة إلى ذلك، يجب أن تكون الثمرة ثقيلة الوزن نسبيًا، وأن يكون لها ملمس شمعي (ليس زغبيًا).
في كاليفورنيا، تنمو ثمار شمام كوز العسل موسميًا من شهر أغسطس إلى أكتوبر.

## أصل التسمية والأسماء الأخرى
شمام كوز العسل أو "Honeydew" هو الاسم الذي يطلق في الولايات المتحدة على ثمار الأنتيب الأبيض التي كانت تنمو لمئات السنين في جنوب فرنسا والجزائر. أما في الصين، فإن شمام كوز العسل يعرف باسم بايلان (Bailan melon)؛ وهو منتج محلي ينمو بالقرب من لانتشو، عاصمة جانسو إحدى مقاطعات شمال غرب الصين. وطبقًا لمصادر صينية،  فإن السيد والاس .Wallace؛نائب رئيس الولايات المتحدةهو أول من قدَم ثمار الشمام في الصين، حيث تبرع ببذور الشمام إلى المسؤولين المحليين أثناء زيارته للصين في الأربعينيات (ربما كان ذلك عام 1944)[بحاجة لمصدر]، أسس هنري والاس، نائب رئيس الولايات المتحدة الأمريكية الأسبق فرانكلين ديلانو روزفلتوالذي كان يشغل في السابق منصب وزير الزراعة في الولايات المتحدة الأمريكية شركةً للبذور سميت دوبونت بايونير، وبخلاف ذلك فإنه كان يهتم بالزراعة بشكل عام. ولذلك، أحيانًا يسمى الشمام في الصين باسم والاس بالصينية: 华莱士; بينيين: Huacaishi

## معرض الصور

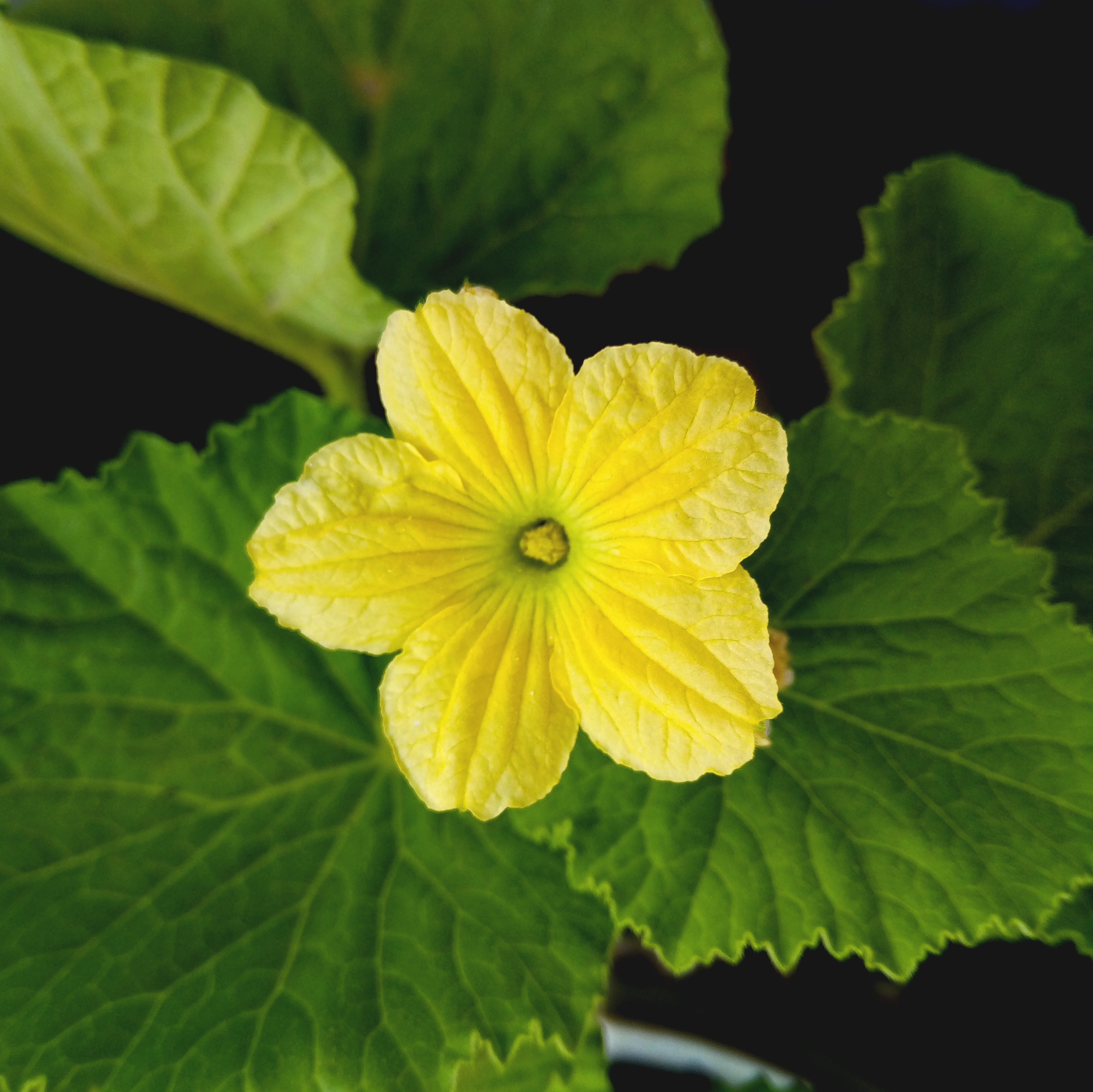
زهرة شمام كوز العسل
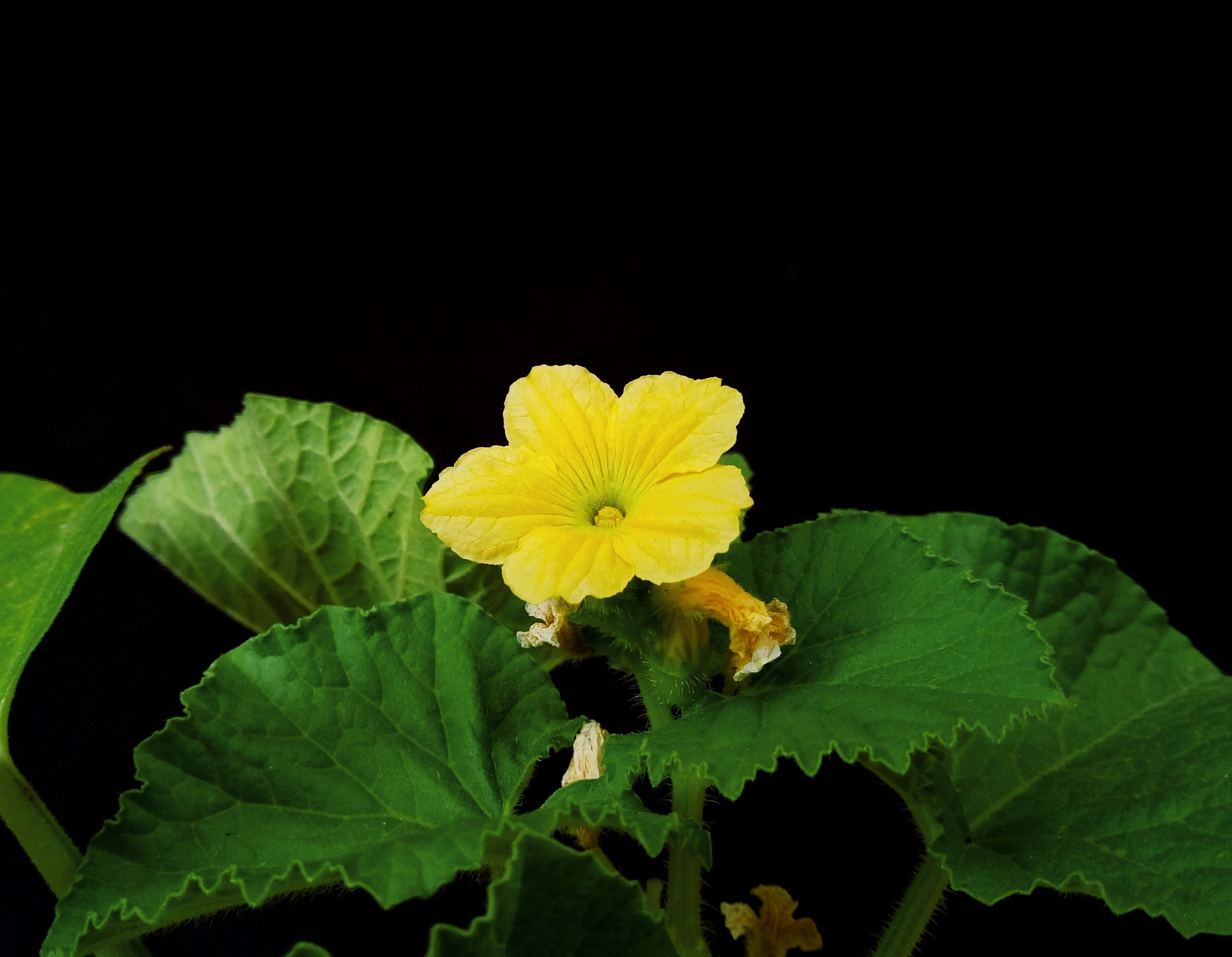
زهرة شمام كوز العسل
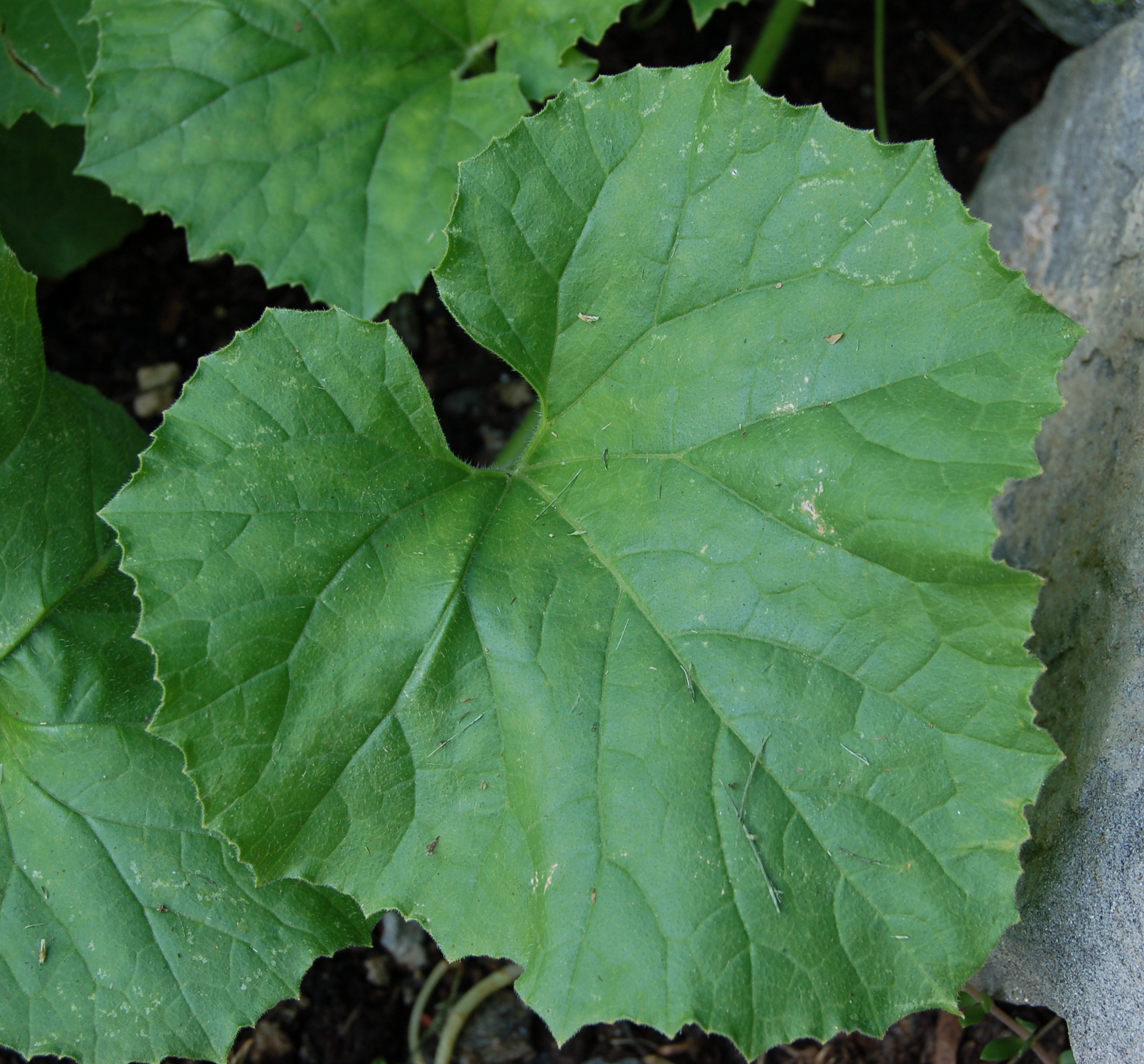
ورقة شمام كوز العسل
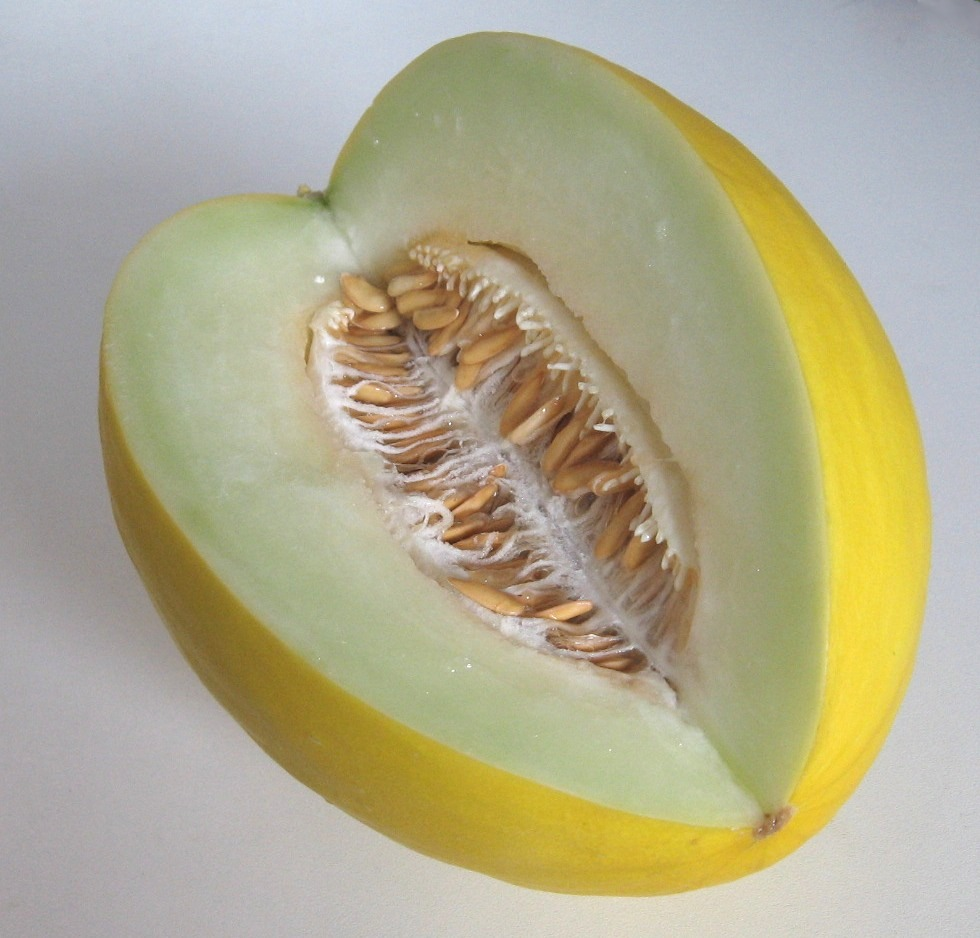
فاكهة شمام كوز العسل
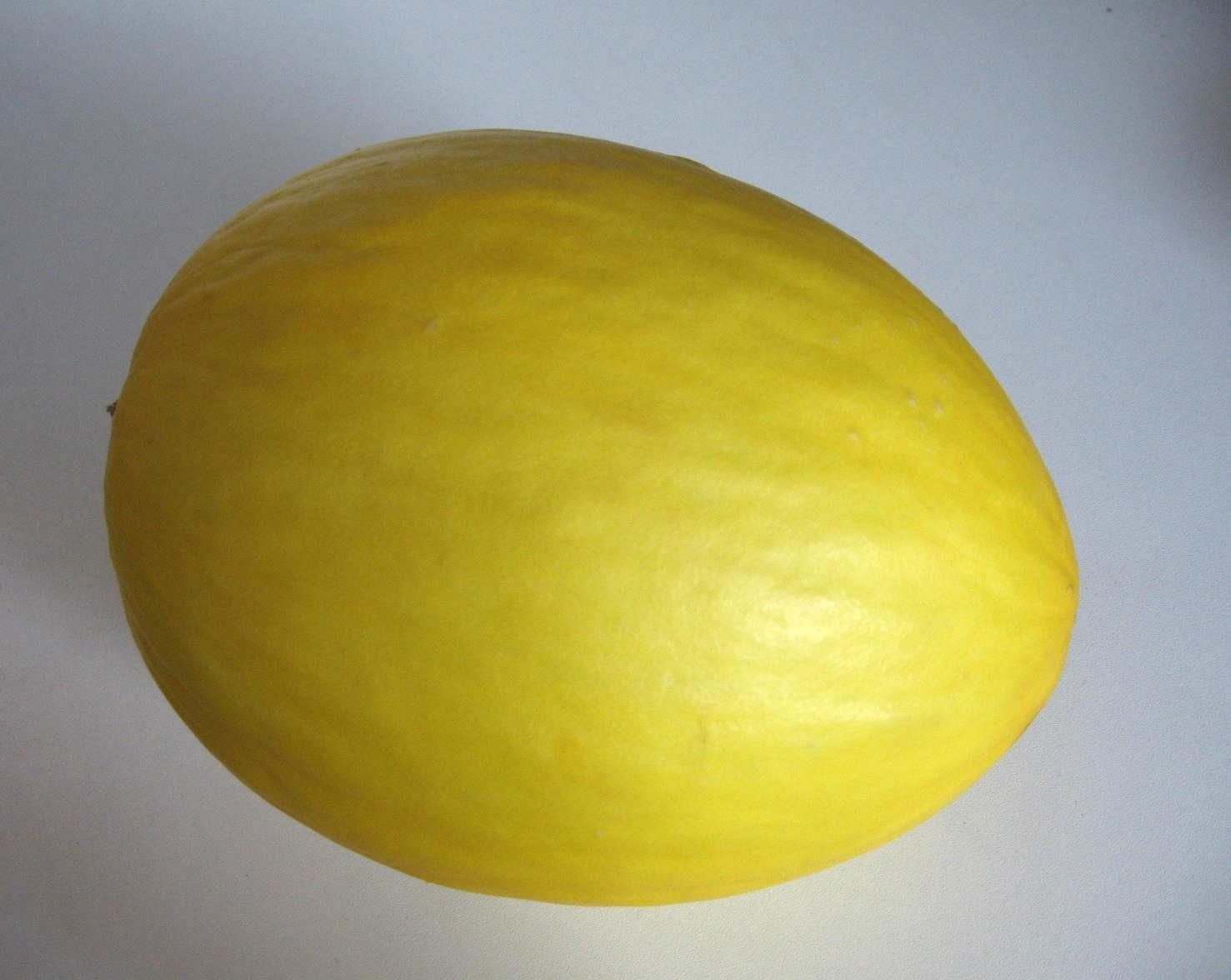
شمام كوز العسل